# Diego y Glot
Diego y Glot (estilizada también como Diego & Glot) es una serie animada chilena realizada por la productora Cubo Negro y transmitida por Canal 13. Se destacó por ser la primera serie animada chilena en incluir personajes del ambiente nacional, tales como el grupo de rock Los Prisioneros, el expresidente Ricardo Lagos y el animador Don Francisco. Diego y Glot fue también la primera serie animada chilena en haber utilizado el proceso de animación tradicional.[cita requerida]
Esta serie animada trataba sobre las vidas de la familia Plá Pérez, centrándose en el hijo menor llamado Diego Plá, y su mascota, un perro quiltro verde llamado Glot. Según los creadores la serie busca ser un reflejo de Chile y del mundo de hoy en día, visto en la ciudad donde viven los personajes y como se relacionan.
Diego y Glot fue creada por Claudio Kreutzberger, Sebastián Correa y José Tomás "Cote" Correa. Se estrenó el 3 de septiembre de 2005 (día en que también debutó la serie Pulentos) en horario prime, con una primera temporada de 10 episodios. Su segunda temporada se estrenó casi cuatro años después, el 13 de julio de 2009 (día en que también debutó Walala, spin-off de Pulentos), en el especial de vacaciones del bloque Cubox de Canal 13. 
La serie ganó el segundo lugar de la categoría Mejores Nuevas Ideas en la versión iberoamericana del Festival de Televisión Infantil Prix Jeunesse, realizado en agosto de 2005.

## Personajes

### Familia Plá Pérez
- Diego Plá Pérez: Es un niño de 11 años que posee una gran imaginación y es muy inquieto. Por conseguir lo que quiere es capaz de llevar a su familia y/o a sus amigos a diferentes situaciones.
- Glot: Es un quiltro color verde de 2 años, es el perro de la casa y el mejor amigo de Diego. No hace muchas cosas dentro de la casa, es muy independiente aunque no aprende muchas cosas pero igual es feliz y alegre se le ve en la calle persiguiendo a un gato de color café.
- Armando Plá: El padre de familia de la casa. Pintor frustrado, razón por la cual se convirtió en caricaturista. Realiza historietas para el Diario La Ración. Se caracteriza por ser simple pero trabajador, siempre temiendo a ser reemplazado por otro.
- Esmirna Pérez: La madre y pilar de la familia. Se caracteriza por ser hiperactiva, extrovertida, alegre, positiva y esforzada. Se relaciona de buena manera con cada integrante de la casa.
- Eduardo "Lalo" Plá Pérez: Es un joven en plena adolescencia caracterizado por ser irritable y ausente en la casa. En el colegio es popular y comunicativo a diferencia de como es en la casa, tiene gran éxito con las mujeres. Es un poco despistado y displicente. Aspira a ser rockstar. En la segunda temporada es un despistado total y tiene un comportamiento torpe en algunos casos. Supone saber bastante de artes marciales, además de ser cinturón blanco. Sin embargo, en ocasiones se demuestra que no sabe mucho de Kung-fu.
- Abuela Margarita: Es la abuela paterna de Diego, se caracteriza principalmente por comportarse a veces en forma alocada, sufre de demencia senil. Es una de las pocas personas en la casa que tiene máxima libertad dentro de ella.

### Amigos de Diego
- Ismael Droguett: Es uno de los amigos de Diego, caracterizado por su inteligencia, lo que le ha permitido encontrar soluciones ingeniosas en problemas que han enfrentado. Se destaca por ser un alumno de muy buen nivel.
- Danilo Paniagua: Es un niño muy simpático y fiel, pero obsesionado con todo aquello que le trae placer, sufre de gula. Desgraciadamente se caracteriza por tener muchos problemas con las autoridades del colegio debido a sus problemas académicos (es bruto). Su apetito por la comida es insaciable.
- Violeta Ochoa: Es una niña caracterizada principalmente por ser el amor de sus amigos debido a su rostro y voz. Es muy buena jugadora de fútbol, vive en la misma calle de Diego y asiste al mismo colegio que sus amigos. Su padre, Carlos "Pata Bendita" Ochoa, es un ídolo deportivo del barrio, jugó al fútbol junto al padre de Diego.
- Viviana Vidaurre: Es la niña de mayor edad en la pandilla de Diego, y es también la mejor amiga de Violeta desde la segunda temporada. Ella realiza su primera aparición como personaje principal en el episodio "Una historia de piratas".

### Otros personajes
- Mr. Chan: Es el vecino chino del vecindario y tiene amoríos con la abuela de Diego. Es paciente y muy buen consejero; él prepara rollito de primavera en su local de comida china.
- Don Paco: Es el vecino español del vecindario y también el dueño del almacén del barrio. En la primera temporada se le puede ver constantemente abucheando al dueño del Supermercado Avasallador.
- Don Rudén: Es el dueño del quiosco del vecindario. En el primer episodio se revela que entrenaba pulgas de Cannes.
- Profesora Ibacache: Es una de las profesoras del Liceo Pablo Neruda y le hace clases a Diego y sus compañeros/as. Ella sospecha de Diego cuando hace o pueda estar involucrado en un plan.

- Profesor Cabezas: Es un profesor del Liceo Pablo Neruda y le hace clases al curso de Diego. Físicamente se caracteriza por su cabeza verde, tener caspa y ser muy simpático.
- Inspector Cáceres: El inspector del Liceo Pablo Neruda. Se caracteriza por su mal carácter y su severidad con los alumnos del liceo.
- Manuel "Mamo" Balbuena: Es el matón del Liceo Pablo Neruda y se insinúa que le roba la colación (desayuno escolar) a Diego y sus amigos. Su apodo es clara referencia a Manuel Contreras, apodado "El Mamo", jefe de los servicios secretos durante la dictadura.
- Dueño del Supermercado Avasallador: Aparece sólo en algunos episodios; es muy presumido. En la segunda temporada, se descubre que el es el tío de Mamo.
- Gloria: Es la madre de Violeta. Es una mujer delgada y alta de cabello rojo corto. También es amiga cercana de Esmirna.

### Personajes episódicos
- Doña María: Una anciana tétrica que es dueña del hotel "La Pincoya", sabe todos los misterios y leyendas de Chiloé, nadie sabe que realmente es una bruja.
- Svetlana: Una joven acróbata del circo Chamorro. Fue un pequeño interés amoroso de Diego, Danilo y Droguett.
- Sr. Corales : Dueño del circo Chamorro. Es una parodia al dueño del circo donde trabaja "Condorito" en algunos chistes
- Hermain: Un motociclista del circo Chamorro que se burló de Diego y sus amigos al entrar al circo por primera vez. Su impresión acerca de ellos cambia radicalmente cuando ellos intentan cruzar la cuerda floja.
- Eliseo: Un niño físicamente igual a Danilo, aunque su personalidad es opuesta. Diego lo encontró en la feria y quería que se pusiera en el lugar de Danilo para una prueba de matemáticas. Al quedarse Danilo como vendedor en la feria, finalmente aprendió matemáticas y logró aprobar el año.

### Apariciones de personajes famosos
- Los Prisioneros: Aparecen arriba de un tren en las vacaciones de Diego y Glot.
- Iván Zamorano: Aparece caricaturizado como "arrugado" cuando Lalo habla de la selección de fútbol.
- Aldo Schiappacasse: Aparece relatando el partido clasificatorio de Chile-Paraguay, cuál termina en empate declara el resultado como "un triunfo moral".
- Luciano Bello: Aparece en una fotografía de las preguntas de la Súper Familia.
- Florcita Motuda: Aparece como "El buzón preguntón" en el taxi de Esmirna (en la segunda temporada) y en los sets de Canal 76.
- El Chavo del Ocho: Se puede apreciar en la multitud de los alumnos del Liceo, cuando el Inspector Cáceres del liceo anuncia al nuevo vigilante del establecimiento.
- Clon de Star Wars: Se puede apreciar en la multitud de los alumnos del Liceo, cuando el Inspector Cáceres del liceo anuncia al nuevo vigilante del establecimiento.
- Don Francisco: Aparece como conductor de la "Súper Familia" en el capítulo homónimo.
- Pedro Carcuro: Aparece animando De Pe a Pa.
- Ricardo Lagos: Aparece en la secuencia inicial del episodio "Astronauta" indicando que el cachipún es el juego nacional.
- Raúl Hasbún: Se puede apreciar en unos de los Set de Canal 76.
- Julio Martínez Se puede apreciar en unos de los Set de Canal 76.
- Iván Arenas: Se puede apreciar en unos de los Set de Canal 76.
- Antonio Vodanovic: Aparece como animador del concurso "El perro Total" en el primer episodio de la serie.
- Carlos Caszely: Aparece en su casa afeitándose en su baño y posteriormente fallando un penal. Su aparición fue en el inicio de la segunda temporada.
- Pin Pon: Aparece en una caja de la habitación de Violeta cuando ella quería encontrar su diario.
- Michael Jackson: Aparece en una escena parodiada de Scooby Doo, en el episodio final de la segunda temporada.
- Homero Simpson: Apareció como pasajero del taxi de Esmirna (en la segunda temporada).
- Sonic el Erizo: Aparece la fotografía de la caja de la "Sega-Station Wii 364".
- Chewbacca: Apareció como pasajero en el taxi de Esmirna (en la segunda temporada).
- Mario Banderas: Aparece en un chiste visual del capítulo "Tolerancia", con su sección "Usted no lo diga".
- Pablo Neruda: Tiene su nombre inmortalizado en el establecimiento educacional al cuál asiste Diego y sus amigos. También su nombre aparece en una de las preguntas de la Súper Familia (en el capítulo homónimo).
- Yoda: Tuvo una pequeña aparición en el parque; en un capítulo de la segunda tmeporada.
- McGruff: Aparece en el primer episodio de la serie en la clínica animal "DogSalud", como un loco aclamando ser un ser humano.
- Salvador Allende: Aparece en un chiste visual mostrando un tarro de Chancho Chino con la música de fondo "El pueblo unido".
- Akira: Aparece en el capítulo "Tolerancia", en forma de póster en la habitación de Diego.
- Albert Einstein: Una versión parodiada del personaje aparece en el capítulo "Astronauta" como evaluador de feria científica.

## Reparto
| Personaje                          | Actor de voz (1.ª temporada) | Actor de voz (2.ª temporada) |
| ---------------------------------- | ---------------------------- | ---------------------------- |
| Diego Plá Pérez                    | Rodolfo Vásquez              | Rodolfo Vásquez              |
| Glot                               | Dan Rodríguez                | Sandro Larenas               |
| Danilo Paniagua                    | Vanesa Silva                 | Vanesa Silva                 |
| Ismael Droguett                    | René Pinochet                | Ana Domínguez                |
| Violeta Ochoa                      | Viviana Navarro              | Maite Pascal                 |
| Viviana Vidaurre                   |                              | Vanesa Silva                 |
| Armando Plá                        | Cristián Carvajal            | Cristián Carvajal            |
| Esmirna Pérez                      | Marcela Arroyave             | Marcela Arroyave             |
| Lalo Plá Pérez                     | Eduardo Valenzuela           | Sebastián Correa             |
| Abuela Margarita                   | Soledad Guerrero             | Soledad Guerrero             |
| Don Rudén                          | Juan Quezada                 | Juan Quezada                 |
| Don Paco                           | Juan Quezada                 | Juan Quezada                 |
| Mr. Chan                           | Sin identificar              | Sebastián Correa             |
| Dueño del Supermercado Avasallador | Jaime Alfredo Nuñez          | Eduardo Valenzuela           |
| Profesora Ibacache                 | Marcela Arroyave             | Marcela Arroyave             |
| Profesor Cabezas                   | Sandro Larenas               | Sandro Larenas               |
| Inspector Cáceres                  | Sebastián Correa             | Sebastián Correa             |
| Manuel "Mamo" Balbuena             | Sin identificar              | Sin identificar              |
| José                               | Sandro Larenas               | Sandro Larenas               |
| Gloria                             | Sin identificar              | Sin identificar              |

Personajes famosos (1ª temporada)
- Antonio Vodanovic - Jaime Alfredo Nuñez (ep. 1)
- Don Graff - Sandro Larenas (ep. 1)
- Don Francisco - Eduardo Valenzuela (ep. 2)
- Aldo Schiappacasse - El mismo (ep. 3)
- Ricardo Lagos - Sin identificar (ep. 8)
- Mario Banderas - Sin identificar (ep. 9)
- Arturo Prat - Sandro Larenas (ep. 9)

Personajes episódicos (1ª temporada)
- Doña María - Sin identificar (ep. 4)
- Eliseo - Vanesa Silva (ep. 5)
- Padre de Eliseo - Sandro Larenas (ep. 5)
- Mamá de Danilo - Sin identificar (ep. 5)
- Svetlana - Vanesa Silva (ep. 6)
- Sr. Corales - Sandro Larenas (ep. 6)
- Hermain - Rodrigo Vicens (ep. 6)
- Luis José - Vanesa SIlva (ep. 9)

Voces adicionales (1ª temporada)
- Sandro Larenas - Capitán de Barco (ep. 4), León (ep. 6)
- Sebastián Correa - Aduanero (ep. 10)

## Episodios
Diego y Glot tuvo 22 episodios, repartidos en dos temporadas consistentes de 10 (1.ª temporada) y 12 capítulos (2.ª temporada) respectivamente. La serie se estrenó el 3 de septiembre de 2005 y concluyó el 24 de agosto de 2009.

## Producción
Producida en conjunto por Cubo Negro y Zoofilms, Diego y Glot nace en el año 2003 como un proyecto animado presentado por Canal 13, cuál es financiado al año siguiente a través del Fondo CNTV (instrumento de fomento del Consejo Nacional de Televisión de Chile para el financiamiento de programas de televisión) junto a otros doce proyectos ganadores. Esto impulsó la realización y producción de una temporada de 10 episodios que se terminaría emitiendo por televisión a mediados del 2005.
La primera temporada de la serie destacó el uso de la técnica de animación tradicional, donde los movimientos de los personajes fueron dibujados cuadro por cuadro y luego escaneados. Fue la primera vez que se utilizó aquel procedimiento en una serie animada chilena.
Mientras que la segunda temporada, estrenada casi cuatro años después de la primera, destacó notoriamente un cambio de animación dentro de esta; según se aclama, esta fue hecha completamente en Flash. El cambio de animación trajo consigo un notable rediseño de los personajes, al igual que algunos cambios en el elenco de voces, siendo este caso el más notable en personajes como Droguett o Violeta. Durante mucho tiempo han existido rumores que indican que el cambio de animación se debió por lo difícil que resultaba continuar elaborando la serie a través del método de animación tradicional a raíz de temas presupuestarios. La segunda temporada recibió cierta cantidad de críticas negativas por sus espectadores gracias a las sustituciones anteriormente mencionadas. A pesar de todo, esta temporada mantuvo intactos algunos elementos que caracterizaban a su predecesora, como las parodias y/o apariciones de personajes famosos, los chistes visuales o la cuantía de modismos chilenos predominantes en la serie. 
En el momento donde existieron planes de producción de una tercera temporada, el Consejo Nacional de Televisión sancionó a Canal 13 en mayo de 2009 por haberse desistido a la transmisión de una serie documental titulada Un país serio, debido a que sus contenidos escapaban de la línea editorial del canal. La sanción condujo la prohibición de continuar el financiamiento de diversos proyectos del canal, de los cuales se encontraba Diego y Glot. Esto, sumado a una bancarrota a la cual estaba contrapuesta Cubo Negro, condujo a que la serie fuese abruptamente finalizada.

## Transmisión

### Televisión
Diego y Glot comenzó a transmitirse por Canal 13 en septiembre de 2005, y perduró en su programación hasta algún punto del año 2010. Canal 13 reestrenó la serie en el bloque Cubox (donde también se había emitido con anterioridad), el 13 de septiembre de 2014. Se emitió por última vez en enero del año siguiente.
La serie se también se transmitió en UCV Televisión (actualmente TV+) junto a otras series animadas como Villa Dulce, Pulentos y El ojo del gato, entre 2006 y 2009. Durante su estadía en el canal, Diego y Glot fue incluida en distintos bloques y/o espacios de programación infantil, tales como Ularakatú (segmento animado por Valentina Zamorano y Jennifer Neumann) y Play Kids.
También hubo planes para exportar la serie a zonas internacionales, en los cuales se intentó negociar con un canal de cable en Estados Unidos y con Televisa de México. Se desconocen los sucesos posteriores a los intentos de negociación, pero es seguro que no hayan resultado.
El canal de televisión abierta TV Educa Chile, estrenó la serie en su primer día al aire, el 27 de abril de 2020. Tras la reemisión de su primera y segunda temporada, la serie fue retirada de la programación del canal, el 13 de julio del mismo año. 
Desde el 18 de abril de 2021, la serie es emitida a través del canal REC TV los días domingos al mediodía, junto a Pulentos.

### Internet
A principios de 2018, la primera temporada de la serie fue subida al servicio de streaming gratuito de Canal 13, Loop 13 (actualmente, 13Now). El 21 de mayo de 2020, la temporada fue también subida a YouTube por la cuenta oficial de Canal 13.
El 26 de mayo de 2021, con motivo de las celebraciones del Día del Patrimonio Cultural, el Consejo Nacional de Televisión subió la primera temporada de Diego y Glot a su plataforma gratuita CNTV Play, dentro de la categoría de miniseries históricas.

## Merchandising
- El sello discográfico La Oreja en coproducción con Canal 13 lanzaron un CD con la música de la serie, bajo el título homónimo y consistente de la totalidad de los temas que aparecen en la primera temporada. En el disco hubo colaboración de varios músicos, entre ellos Javiera Parra, Nicolás Torres, Ángel Parra Trío y Mauricio Redolés.
- Sur Multimedia en coproducción con Canal 13 lanzaron a mediados de 2006, dos DVD con los volúmenes uno y dos de la primera temporada. Cada volumen contiene cinco episodios, más algunos videos y extras adicionales. Cabe destacar que los episodios en los discos no se encuentran en orden de su primera emisión y también fueron editados.

| # | Episodios                                                                                       | Extras                                                                              |
| - | ----------------------------------------------------------------------------------------------- | ----------------------------------------------------------------------------------- |
| 1 | Contiene los episodios "Vacaciones", "Vigilante", "Mala Pata", "Circo" y "Astronauta"           | "Aprende a dibujar a Diego" y los videos musicales "Kiltro" y "Papas con Ají"       |
| 2 | Contiene los episodios "Kiltro", "Super Familia", "Mi Comunidad", "Tolerancia" y "Doble Cuerpo" | "Aprende a dibujar a Glot" y los videos musicales "Mi Comunidad" y "Verano Naranja" |

## Película inacabada
El 13 de septiembre de 2005, Canal 13 confirmó la producción de una película basada en la serie gracias a la alta sintonía que recibió en sus dos primeras emisiones. Con la ayuda de Canal 13 Films (quien trabajó con Cine Animadores en Papelucho y el Marciano y Pulentos, la película), este largometraje inicialmente iba a llegar a los cines chilenos en marzo de 2006. Sin embargo, su fecha proyectada terminó siendo cambiada para julio de 2007.
La trama del filme se basaba en la llegada del Señor Smart, un millonario que a toda costa quiere apoderarse del barrio de Diego, quien junto a sus amigos deberán mostrarle a los mayores el valor de las raíces, la historia y de cómo las cosas no solo poseen valor comercial. El largometraje iba a contar con múltiples referencias a personajes de la televisión y la música chilena, algunos de los años 80, de los cuales se encontraban Enrique Maluenda, Luis Dimas, Carlos Pinto y el Mago Oli, e incluso se esperaban cruces y/o referencias con otras series de televisión como El Chavo del 8. En cuánto a la musicalización, el grupo musical Bacilos llegó a grabar una canción para la película e incluso hubo conversaciones con la banda Kudai para su participación en la banda sonora del filme.
Todo parecía ir bien, pero la película aparentemente sufrió de distintas complicaciones en su producción. De hecho, en una entrevista realizada a Claudio Kreutzberger en junio de 2007, este reveló diversos factores que perjudicaban la demora del lanzamiento del filme en aquella época. Los temas de negociación con Canal 13 para la exhibición de la segunda temporada de la serie, el enfoque de Cubo Negro en proyectos no relacionados con Diego y Glot, y la mudanza de oficina de la compañía productora fueron algunas de los causas comentadas por Kreutzberger. Se indicó también que la idea era que se estrenase primero la segunda temporada (que en aquel entonces se encontraba en proceso de preproducción) para que luego la película fuese lanzada, ya que esto formaba parte de un plan en desarrollo para la expansión de la serie.
Al fin y al cabo, las novedades acerca del largometraje comenzaron a escasear y con el pasar del tiempo, no se supo más del proyecto, siquiera cuando la segunda temporada de la serie fue estrenada en 2009. Teóricamente, la película terminó inacabándose con el transcurso del tiempo y posiblemente nunca se podrá llegar a ver lo que se llegó a elaborar dentro de esta.

## Audiencia
Como se mencionó al inicio de la categoría anterior, Diego y Glot recibió muy buenos índices de audiencia. Su primera emisión, el 3 de septiembre de 2005, marcó 11,5 puntos de rating, mientas que la siguiente, del 10 de septiembre de 2005, subió a 15,3. Los buenos índices de audiencia que recibió la serie ocasionaron que los dibujos animados hechos en Chile incrementasen un rating considerablemente positivo durante el 2005.
Según un análisis de audiencia del Consejo Nacional de Televisión realizado en el año 2007, Diego y Glot fue la segunda serie (del Fondo CNTV) más vista por niños de 4 a 12 años en dicho año, siendo superada por El ojo del gato. Diego y Glot ganó la misma posición en su visualización por jóvenes de 13 a 17 años, siendo abatida por Amango. Mientras tanto, su visualización por los adultos de 18 a 64 años marcó el tercer lugar, siendo superada por las producciones nacionales Chilian Geografic (segundo lugar) y Block! (primer lugar).

## Campañas
El éxito de la serie hizo que se hiciese una spin-off auspiciado por el Consejo Nacional de Televisión y el Servicio Nacional del Consumidor, llamado Diego y Glot Consumidores. Se tratan pequeños videos en los cuales se enseñan a leer contratos, a comparar precios, a leer promociones y la diferencia entre pagar a contado y crédito. Los videos fueron publicados en 2008 y se exhibieron en la plataforma Novasur (actualmente CNTV Infantil), al igual que en distintos canales regionales chilenos.
Otra campaña fue La Brigada de la energía realizada por el Ministerio de Minería para la campaña de eficiencia energética impulsada en la década de 2000. El objetivo de la cinta consistía en dar a conocer la sustentabilidad local, facilitar la formación de redes sociales sustentables y contribuir a un cambio de conciencia en la forma de relacionar el territorio chileno. Este cortometraje fue presentado durante el primer y segundo semestre de 2009 en diferentes establecimientos educacionales de Chile, específicamente desde la cuarta hasta la undécima región.

## Premios y nominaciones
| Año  | Premiación                                        | Categoría               | Nominación   | Resultado     |
| ---- | ------------------------------------------------- | ----------------------- | ------------ | ------------- |
| 2005 | 2.° Festival de Televisión Infantil Prix Jeunesse | Mejores Nuevas Ideas    | Diego y Glot | Segundo lugar |
| 2007 | 4.° Festival de Televisión Infantil Prix Jeunesse | Ficción (6 a 11 años)   | Diego y Glot | Tercer lugar  |
| 2010 | Premios Queveo                                    | Mejor Programa Infantil | Diego y Glot | Nominación    |